# VI. Armee-Korps (Deutsches Kaiserreich)
Das VI. Armee-Korps war ein Großverband der Preußischen Armee.

## Geschichte
Das Korps wurde am 30. März 1818 aus dem bereits seit dem 4. November 1815 bestehenden Generalkommando in Schlesien errichtet. Das Generalkommando befand sich bis zur Auflösung Ende Dezember 1918 in Breslau und war bis zum Ausbruch des Ersten Weltkriegs der VIII. Armee-Inspektion unterstellt.

### Deutscher Krieg 1866
Das VI. Korps war im Deutschen Krieg Teil des linken Flügels der preußischen 2. Armee unter Kronprinz Friedrich von Preußen, die aus Schlesien her, ins Kaiserreich Österreich einbrach. Das Korps stand am 26. Juni 1866 noch als Reserve im Raum Glatz hinter dem V. Armee-Korps und folgte verspätet dem Übergang über die böhmische Grenze. Gemäß dem Aufmarschplan sollte der Kommandierende General Louis von Mutius hinter dem Korps Karl Friedrich von Steinmetz über den Pass von Nachod nach Böhmen vorzurücken. Mutius musste von seinem Korps einige Verbände abgeben, die in Oberschlesien stehen blieben. Aus drei Regimentern und einer Batterie wurde das Detachement Knobelsdorff als Sicherungsverband aufgestellt. Am Morgen des 28. Juni erhielt General von Mutius, dessen Gros im Laufe des Tages Alt-Hayde erreichten, den Befehl zügig über Nachod weiter vorzugehen, um die linke Flanke der Armee zu verstärken. Während der Schlacht von Skalitz war erst eine Brigade vom Korps Mutius auf dem Plateau von Wysokov angekommen. Am 29. Juni erfolgte der Anmarsch über Gradlitz zur Vereinigung mit den übrigen Korps der 2. Armee. Nachdem das Korps Steinmetz Befehl hatte Josephsstadt zu beobachten, übernahm das VI. Korps die Vorhut und griff am 3. Juli nachmittags zusammen mit dem Gardekorps noch entscheidend in die Schlacht von Königgrätz ein. Das VI. Korps überschritt die Trotina bei Racitz und besetzte Nedelischt und Lochenitz, damit war bereits gegen 15 Uhr die nördliche österreichische Hauptverteidigungslinie zwischen Chlum und Lochenitz in preußischer Hand. Das Eingreifen der 11. Division unter General Adolf von Zastrow gegen die rechte Flanke der Österreicher zwang Feldzeugmeister Ludwig von Benedek zum Rückzug. Das Garde- und VI. Korps erreichten bei der Verfolgung der Österreicher bis zum 18. Juli den Raum Brünn. General von Mutius erlag nach Abschluss des Feldzuges Anfang August im mährischen Austerlitz der Cholera. Darauf erhielt General der Kavallerie Wilhelm von Tümpling am 30. Oktober 1866 die Führung des Korps.

### Deutsch-Französischer Krieg

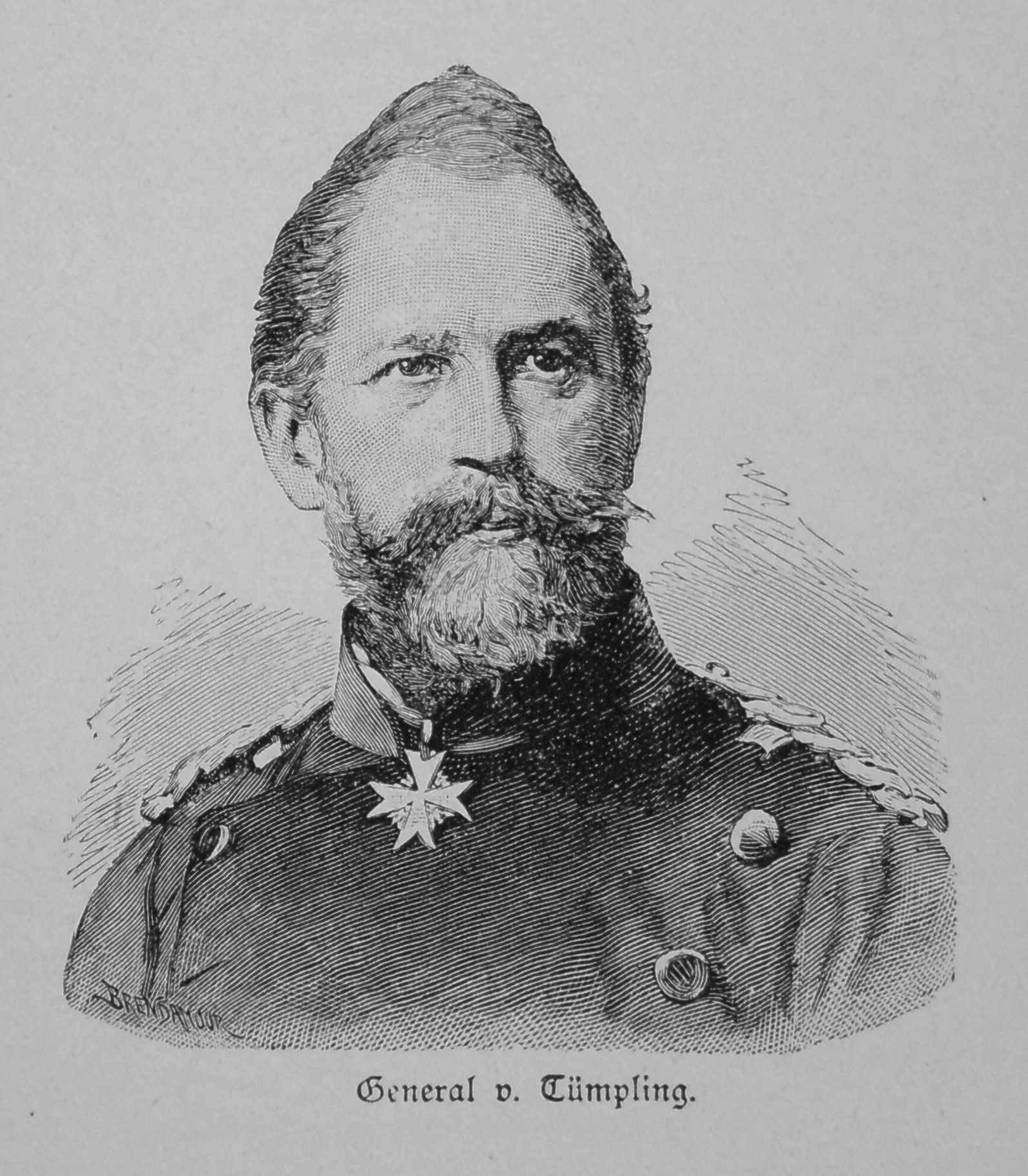
General Wilhelm von Tümpling

Auch im Krieg gegen Frankreich stand das Korps 1870/71 unter dem Kommando des Generals von Tümpling. Das Korps blieb zuerst in Schlesien zurück, um als Sicherung gegen Österreich zu dienen, das VI. Korps verlegte erst Anfang August nach Frankreich. Als Chef des Generalstabes fungierte Oberst von Salviati, die 11. Division führte Generalleutnant von Gordon, die 12. Division stand unter Generalleutnant von Hoffmann. Am 6. August hatte sich das Korps bei Landau versammelt und hatte Befehl der bereits in schwere Kämpfe stehenden 3. Armee des Kronprinzen von Preußen zu folgen. Am 14. August versuchte Tümpling vergeblich, das auf der Vormarschrichtung liegende Pfalzburg durch Beschießung zur Kapitulation zu bringen. Nachdem die 3. Armee nach einem Rechtsschwenk nach Norden in Richtung zur belgischen Grenze abschwenkte, blieb Tümplings Korps als Flankensicherung zurück und übernahm die Beobachtung von Mézières. Während der Schlacht bei Sedan konnte Tümpling seinen Auftrag, das französische XIII. Korps unter General Vinoy am Abmarsch nach Paris zu hindern, nicht erreichen. Am 10. September hatte das Gros der deutschen 3. Armee beim Vorgehen auf Paris die Linie Dormans-Sezanne erreicht, das vorgeschobene VI. Korps überschritt bei Château-Thierry die Marne.
Der wichtigste Einsatz des Korps war seine Beteiligung an der Belagerung von Paris. Die französische Besatzung von Paris machte am 30. September 1870 einen großen Ausfall gegen den südlichen Abschnitt der deutschen Belagerer. Der Angriff des Generals Vinoy zwischen Chevilly- L`Haye bis nach Choisy-le-Roi traf das VI. Korps und Teile des an der Flanke stehenden V. Korps. Auch eine Brigade vom XI. Korps wurde angegriffen. Infolge dieser Angriffe wurde von Seiten der Pariser Truppen die Dörfer Vitry-Villejuif und Cachan stark verschanzt. Am 13. Oktober folgte ein weiteres Gefecht bei Bagneux und am 25. Oktober eines bei Ourcelle. Gegen Südwesten, wo das VI. Korps seine Linie hatte, richtete sich aber keiner der französischen Durchbruchsversuche. In der Nacht vom 28. auf den 29. November 1870 folgte ein weiterer Ablenkungsangriff des Generals Ducrot bei Villiers-Champigny dem französischen Vorstoß auf Chevilly gelang es für einige Zeit den Bahnhof von Choisy-le-Roi zu besetzen. Das VI. Korps konnten im Allgemeinen seine Stellungen halten und die Franzosen mussten sich in die Stadt zurückziehen.

### Erster Weltkrieg
Im August 1914 war das VI. Armee-Korps unter General Kurt von Pritzelwitz der 4. Armee unterstellt und bildete an der Linie L’Eglise-Thibesart vorgehend den linken Flügel der Armee des Herzogs von Württemberg. Dem VI. Armee-Korps wurde auf Ansuchen des deutschen Kronprinzen der Schutz des rechten Flügels der 5. Armee übertragen. Es wurde am 22. August vorübergehend der 5. Armee unterstellt, um den Angriff auf Virton zu unterstützen. Die Truppen stießen aus der Gegend L’Eglise in südlicher Richtung auf Rossignol und Tintigny vor und erreichten in der Schlacht bei Longwy zusammen mit dem V. Armee-Korps einen taktischen Erfolg. Hierbei wurde die 12. Infanterie-Division unter Generalleutnant Chales de Beaulieu auf Rossignol und die 11. Infanterie-Division unter Generalleutnant von Webern auf Tintigny angesetzt, nach Süden deckte den Angriff die 3. Kavallerie-Division. Die 12. Infanterie-Division warf Teile des französischen 2. Korps bei Termes auf Les Bulles zurück. Von Saint Marie her griff die 3. Kavallerie-Division auf Belle-Fontaine an, die 12. Infanterie-Division erreichte St. Vincent. Bei Bellefontaine wurde die algerische 3. Kolonial-Division fast vollständig eingekesselt. Unterhalb Montmédy hatte derweil die 4. Armee nach dem Sieg am Semois im Anschluss nach Westen den Chiersfluss bei La Ferte überschritten und erreichte Olizy. Nach dem Übergang des VI. Korps über den Chiers folgten am 27. August Kämpfe zwischen Inor und Martincourt. Am 2. und 3. September kämpfte das Korps an der Linie Varennes-Montfaucon und verfolgte die Franzosen westlich Verdun durch die Argonnen. Am 4. September erreichte der linke Flügel der 4. Armee mit dem VI. Korps und dem nach vorn gezogenen Höheren Kavallerie-Kommando Nr. 4 unter Gustav von Hollen über St. Menehould nach Revigny stoßend, den Marne-Rhein-Kanal. Während der Marneschlacht rangen die Truppen des Korps Pritzelwitz an der Linie Louppy-Vaubecourt, am 11. September erfolgte bei der 4. und 5. Armee der allgemeine Rückzug. Das VI. Korps wurde nach Beginn der Schlacht an der Aisne am 15. September der 4. Armee bei Binarville entzogen und ab 18. September vorerst mit der 12. Infanterie-Division an der Naht zwischen 2. und 3. Armee eingeschoben, um bei Prunay die 2. Garde-Division freizumachen. Die 11. Infanterie-Division verblieb noch im Abschnitt Cernay-Binarville dem XVIII. Armee-Korps unterstellt.
Ende September 1914 folgten Stellungskämpfe zwischen Prunay–Auberive im Abschnitt der 3. Armee in der Champagne. Während der Winterschlacht in der Champagne im Februar 1915 rang das Korps bei Perthes und Massiges. Ende Juni 1915 verlegte das Korps zur Ablösung des VIII. Armeekorps ins Artois. Neben der 11. und 12. Division waren dem Generalkommando in den Stellungen vor Souchez und Neuville-St. Vaast auch die 5. Division zugeordnet worden. Zwischen 25. September bis zum 7. Oktober 1915 nahmen die Truppen des Korps an der Herbstschlacht bei La Bassée und Arras teil. Dem angreifenden Nordflügel der französischen 10. Armee, deren Ziel der Durchbruch auf den Verkehrsknoten Douai war, stand das Korps bis zur Ankunft des Gardekorps zwischen Givenchy und Thelus anfangs alleine gegenüber. 
Von Mitte Oktober 1915 bis zum 23. Juni 1916 kämpften die Truppen des Korps dann westlich von Peronne in Stellungen an der Somme. Während die 11. und 12. Infanterie-Division in der Schlacht an der Somme verblieben, erfolgte infolge der Brussilow-Offensive die Verlegung des Generalkommandos an die Ostfront. Seit 7. November 1915 war General der Kavallerie von der Marwitz neuer Kommandierender General, er führte vom 15. Juni 1916 auch gleichzeitig die nach ihm benannte Armeegruppe „Marwitz“ in Wolhynien. Das Generalkommando des VI. Armee-Korps koordinierte dabei die Operationen der Armeegruppe „Marwitz“ bei den Gegenangriffen am Styr und am oberen Stochod. Zwischen Juli und November 1916 stand das Korpskommando im Raum Kowel. Zwischen 5. November 1916 bis zum 23. August 1917 wurde das an die nördliche Ostfront verlegte Generalkommando nach dem Abschnitt Luga benannt. Anfang September 1917 gelang die Einnahme des östlich der Düna gelegenen Teiles von Riga durch die unterstellte 2. Garde-Division, danach folgten erneute Stellungskämpfe nördlich der Düna. Am 18. Februar 1918 begann das VI. Korps unter dem Kommandierenden von Heineccius im Rahmen der 8. Armee aus dem Raum östlich von Riga mit der unterstellten 205. und 219. Infanterie-Division mit dem Vormarsch in Livland, um die Bolschewiken bis März 1918 zur Unterzeichnung des Friedens zu zwingen.

## Gliederung

### Friedensgliederung 1914
- 11. Division in Breslau[9]
- 12. Division in Neiße
- 2. Schlesisches Jäger-Bataillon Nr. 6 in Oels
- Maschinengewehr-Abteilung Nr. 1 in Breslau
- Fußartillerie-Regiment „von Dieskau“ (Schlesisches) Nr. 6 in Neiße und Glogau
- Schlesisches Pionier-Bataillon Nr. 6 in Neiße
- Schlesische Train-Abteilung Nr. 6 in Breslau

## Kommandierender General
Das Generalkommando als Kommandobehörde des Armee-Korps stand unter der Führung des Kommandierenden Generals.
| Dienstgrad                             | Name                              | Datum                                                 |
| -------------------------------------- | --------------------------------- | ----------------------------------------------------- |
| Generalleutnant                        | Friedrich Heinrich von Hünerbein  | 15. April 1815 bis 10. Februar 1819                   |
| Generalleutnant/General der Kavallerie | Hans Ernst Karl von Zieten        | 11. Februar 1819 bis 28. November 1839                |
| Generalleutnant/General der Kavallerie | Friedrich Wilhelm von Brandenburg | 29. November 1839 bis 9. September 1849               |
| Generalleutnant/General der Infanterie | Karl Friedrich von Lindheim       | 10. September 1849 bis 10. Mai 1862                   |
| General der Kavallerie                 | Louis von Mutius                  | 30. Januar 1863 bis 6. August 1866                    |
| General der Kavallerie                 | Wilhelm von Tümpling              | 30. Oktober 1866 bis 26. November 1883                |
| Generalleutnant/General der Kavallerie | Hermann von Wichmann              | 27. November 1883 bis 27. Oktober 1886                |
| Generalleutnant/General der Infanterie | Oktavio von Boehn                 | 23. November 1886 bis 12. Januar 1889                 |
| General der Artillerie                 | Eduard Julius Ludwig von Lewinski | 12. Januar 1889 bis 20. Februar 1895                  |
| General der Infanterie                 | Bernhard von Sachsen-Meiningen    | 21. Februar 1895 bis 28. Mai 1903                     |
| General der Infanterie                 | Remus von Woyrsch                 | 29. Mai 1903 bis 12. September 1911                   |
| General der Infanterie                 | Kurt von Pritzelwitz              | 13. September 1911 bis 6. November 1915               |
| General der Kavallerie                 | Georg von der Marwitz             | 07. November 1915 bis 16. Dezember 1916               |
| General der Infanterie                 | Julius Riemann                    | 17. Dezember 1916 bis 22. November 1917               |
| General der Artillerie                 | Konstanz von Heineccius           | 23. November 1917 bis 19. Dezember 1918               |
| General der Infanterie                 | Kurt von dem Borne                | 20. Dezember 1918 bis 27. Juni 1919                   |
| Generalleutnant                        | Carl Briese                       | 28. Juni bis August 1919 (mit der Führung beauftragt) |